# Єгипетська мова
Єги́петська мова — мова давніх єгиптян. Є відгалуженням афразійської мовної родини. Найдавніші написи єгипетською мовою датуються 3200-м роком до н. е., таким чином, єгипетська мова є однією з перших мов, що мали писемність. Єгипетську мову використовували до кінця XVII-го століття у вигляді коптської мови. Жителі сучасного Єгипту спілкуються арабською мовою, а точніше єгипетським різновидом арабської мови, що поступово заступив коптську як мову у повсякденному вжитку після арабського завоювання Єгипту. Коптська мова й досі залишається літургійною мовою Коптської православної церкви.

## Періодизація
Єгипетська мова пройшла такі стадії розвитку:

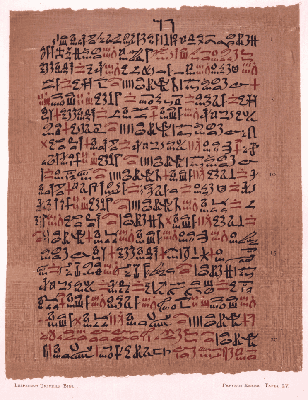
Папірус Еберс, видатний зразок ієратичного письма. У цьому фрагменті описується лікування астми.

- Староєгипетська мова, мова Стародавнього царства. Староєгипетською мовою розмовляли протягом 500 років починаючи від 2600 р. до н. е.
- Середньоєгипетська (класична) мова, Середнє царство до амарнського періоду. Середньоєгипетський період починається близько 2000 р. до н. е. і триває 700 років (до 1300 р. до н. е.), тоді його заступає новоєгипетський період. Однак сердньоєгипетська (класична єгипетська) мова лишається літературною мовою аж до IV-го століття н. е., подібно до того, як використовувалась латинська мова у Європі у середньовіччі й класична арабська мова в арабському світі сьогодні.
- Новоєгипетська мова (1300 р. до н. е. — 700 р. до н. е., амарнський період — третій перехідний період);
- Демотична мова, Пізнє царство — римський період. Демотична мова з'являється у VII століття до н. е. і є розмовною мовою до V-го століття н. е.
- Коптська мова, ранній римський період — Новий час. Коптська мова з'являється у перших століттях н. е. і використовується до XVI-го століття н. е., коли вона стала відомою європейським вченим епохи Відродження. Вона, імовірно, зберігалася аж до XIX-го століття в деяких віддалених селах Верхнього Єгипту. Бохейрський діалект коптської мови досі використовується у богослужіннях Коптської православної церкви.

У 1999 журнал Archaeology оприлюднив статтю, в якій стверджується, що найдавніші єгипетські письмові пам'ятки датуються 3400 до н. е., що «…ставить під сумнів поширене уявлення про те, що перші логограми, піктографічні символи, які позначають певні місця, об'єкти або кількість спершу еволюціонували у складніші фонетичні символи в Месопотамії».

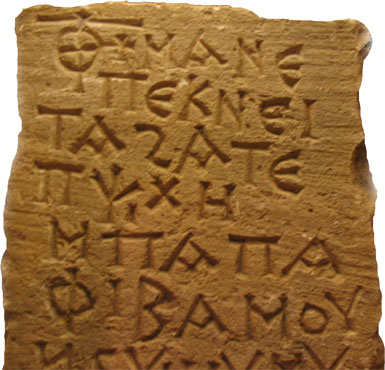
Коптський напис III-го століття.

Староєгипетська, середньоєгипетська і новоєгипетська мови використовували єгипетські ієрогліфи й ієратичне письмо. Демотична мова записувалася письмом, що виникло з ієратичного; зовнішнім виглядом воно дещо нагадує сучасне арабське письмо і також писалося справа наліво (хоча ці види письма не споріднені). Коптська мова вживала коптський алфавіт, видозмінену форму грецької абетки, до якої було додано декілька символів з демотичного письма для передачі звуків, що їх не було в давньогрецькій мові.
У 7 ст. н. е. після завоювання Єгипту арабами адміністративною мовою країни стала арабська, що поступово витіснила коптську мову з повсякденного спілкування. Сьогодні коптська мова лишається літургічною мовою Коптської православної церкви і Коптської католицької церкви.

## Структура мови
Єгипетська мова є типовою афразійською мовою. Основу єгипетської лексики складають триприголосні корені. Деякі корені складались лише з двох приголосних, наприклад <rʕ> /riʕa/ «сонце» (де [ʕ], імовірно, був дзвінким глотковим щілинним), але можливі також корені, що складались з більшої кількості приголосних, наприклад, /sḫdḫd/ «бути перевернутим догори дном» — з п'яти приголосних. Подібно до арабської, івриту та інших афразійських мов, шляхом зміни голосних кореня й додавання афіксів утворювались інші значення слів та похідні слова. Але, оскільки голосні не позначалися на письмі (за виключенням коптської мови), то справжню вимову слів важко реконструювати; тому, наприклад, орфографічне stp «вибирати» могло бути статичною або імперфектною формою дієслова або навіть віддієслівним іменником («вибирання»).
Фонологічно єгипетська мова розрізняла лабіальні, велярні, увулярні, глоткові і глотальні приголосні, подібно до арабської мови. Так само як і в інших афразійських мовах, розрізнялися глухі і емфатичні приголосні, хоча достоту невідомо, як реалізувались емфатичні приголосні.
У класичній єгипетській мові базовий порядок слів був VSO (присудок — підмет — прямий додаток); наприклад, речення «чоловік відчиняє двері» єгипетською було б wn s ˁ3, дослівно «відчиняє чоловік двері». Для передавання значень родового відмінку у єгипетській мові вживається так звана сполучена конструкція (status constructus), так само як і в івриті (сміхут), арабській (ідафа) та інших афразійських мовах. Ранні стадії єгипетської мови не мали артиклів, пізніше для цього стали вживатися слова p3, t3 і n3. Як в арабській, сомалійській і берберських мовах, є два роди — чоловічий і жіночий. Вживається однина, множина і двоїна, хоча остання з часом стає непродуктивною.

## Єгипетське письмо
| Y4 | n | R8 | S43 | Z1 · Z1 · Z1 |

| Y4 | n | R8 | S43 | Z1 · Z1 · Z1 |

Більшість пам'яток єгипетською мовою — це написи ієрогліфічним письмом на камені. Однак насправді більшість текстів записано на папірусі ієратичним і (пізніше) демотичним письмом; більшість з них втрачено через недовговічність папірусу. Існувало також курсивне ієрогліфічне письмо, яким записувалися релігійні тексти на папірусі, наприклад Книга мертвих у період правління Рамессидів; це письмо було легшим у написанні за ієрогліфічне, але не було таким курсивним, як ієратичне, що широко застосовувало лігатури. Ієратичне письмо, у свою чергу, мало різновид, що вживався на кам'яних пам'ятниках, так звана «лапідарна ієратика». На останньому етапі розвитку мови усі ці оригінальні системи письма витіснив коптський алфавіт.
Ієрогліфічне письмо по-єгипетськи називалося «письмо божого слова» (sẖ3 n mdw nṯr). Ієрогліфи використовувались двояко: як ідеограми для позначення зображуваних понять і, частіше, для позначення звуків.

## Фонетика
Оскільки на письмі передавались лише приголосні звуки, то консонантизм єгипетської мови нам відомий більше, аніж вокалізм. Акустичні й артикуляційні характерситики єгипетських приголосних звуків зроблено на основі даних коптської мови, а також порівнянням з іншими афразійськими мовами. Особливість єгипетської мови, а також семітських і кушитських мов (наприклад, сомалійської) — наявність «емфатичних приголосних». Раніше вважалося, що проривні характеризувалися опозицією глухі — дзвінкі, однак тепер вважається, що в єгипетській мові радше розрізнялися глухі й емфатичні проривні..
Голосні на письмі не передавались, отже їх реконструкція становить більшу проблему, базуючись в основному на коптському вокалізмі і передачі єгипетських власних імен іншими мовами. Оскільки архаїчну єгипетську мову і пізню єгипетську мову розділяє два тисячоліття (такий самий проміжок часу відділяє архаїчну латину від сучасної італійської мови), то, ймовірно, за цей час мова зазнала значних фонетичних змін. Свідченнями цих змін є помилки переписувачів. Фактична вимова єгипетської мови, реконструйована таким чином, використовується лише кількома спеціалістами; для усіх інших цілей використовується штучне «умовне читання», яке мало нагадує те, як єгипетська мова насправді вимовлялася.
Проривні
|           | Губно-губні    | Губно-губні      | Альвеолярні    | Альвеолярні      | Палатальні     | Палатальні       | Велярні        | Велярні          | Увулярні       | Увулярні         |
|           | транслітерація | приблизна вимова | транслітерація | приблизна вимова | транслітерація | приблизна вимова | транслітерація | приблизна вимова | транслітерація | приблизна вимова |
| --------- | -------------- | ---------------- | -------------- | ---------------- | -------------- | ---------------- | -------------- | ---------------- | -------------- | ---------------- |
| Глухі     | p              | [p]              | t              | [t]              | ṯ              | [c]              | k              | [k]              | q (ḳ)          | [q]              |
| Дзвінкі   | b              | [b]              |                |                  |                |                  |                |                  |                |                  |
| Емфатичні |                |                  | d              | [t']             | ḏ              | [c']             | g              | [k']             |                |                  |

Єгипетське g могло позначати дві фонеми (g1 і g2); обидві фонеми походять з афразійського /ɡ/.
Палатальний /c/ ṯ (емфатичний /cʼ/ ḏ) продовжує афразійські /q/ і /k/ (які злилися в демотичній мові з t і d)
Коптська мова
|           | Губно-губні | Губно-губні      | Альвеолярні | Альвеолярні      | Палатальні | Палатальні       | Велярні | Велярні          |
|           | Літера      | Приблизна вимова | Літера      | Приблизна вимова | Літера     | Приблизна вимова | Літера  | Приблизна вимова |
| --------- | ----------- | ---------------- | ----------- | ---------------- | ---------- | ---------------- | ------- | ---------------- |
| Глухі     | ⲡ           | [p]              | ⲧ           | [t]              | ϭ          | [c]              | ⲕ       | [k]              |
| Дзвінкі   |             |                  | ⲇ           | [d]              |            |                  | ⲅ       | [g]              |
| Емфатичні |             |                  | ⲇ           | [t']             | ϫ          | [c']             | ⲅ       | [k']             |

Щілинні
| f |

| f |

| s |

| s |

| S |

| S |

| X |

| X |

| H |

| H |

| h |

| h |

| z |

| z |

| x |

| x |

| a |

| a |

| A |

| A |

s і z злилися у s в епоху Середнього царства.
ˁ («єгипетський айн») могло позначати /d/ за часів Стародавнього царства, яке у період Середнього царства еволюціонувало у глотковий.
Природа єгипетських ḫ і ẖ є дискусійною. Можливо, це дзвінкий і глухий велярні щілинні. Згідно з іншою точкою зору, ẖ був глухим палатальним щілинним.
3 часто ідентифікується як «єгипетський алеф» (твердий приступ), або як залишок фонеми r чи l.
| i |

ı͗, як алеф [ʔ] або [j].
| i | i |

y (ı͗ı͗) [j]
| w |

w, [w] або [u]
Носові
| m |

m
| n |

n
Плавні
| r |

r
l на письмі передавалося як n, r, j, nr або 3 або як rw (це звукосполучення позначалося ієрогліфом у формі лева).
«Єгипетський алеф» (3) міг також бути альвеолярним апроксимантом /ɹ/.

### Умовне читання
Оскільки читання слів, що складаються лише з приголосних є проблематичним, то єгиптологи дотримуються такого правила: єгипетські приголосні «алеф» 3 і «айн» ˁ вимовляються як а, «йод» ı͗ вимовляється як і, «ваф» w — як у, між іншими приголосними вставляється нейтральна приголосна е. Однак багато царських імен використовують інакше читання. Наприклад, ім'я jmn ḥtp, яке згідно з чинними єгиптологічними нормами мало б читатися «Іменхетеп», традиційно вимовляється «Аменхотеп».

### Еволюція приголосних у єгипетській мові
| Середньоєгипетський приголосний | Коптський (саїдський) приголосний |
| ------------------------------- | --------------------------------- |
| 3                               | y, i                              |
| ṯ                               | t                                 |
| ḏ                               | t, d                              |
| k                               | k, g                              |
| ḫ, ẖ, š                         | š, ḫ, h, ẖ                        |

## Граматика
Як і більшості афразійських мов, староєгипетській і середньоєгипетській мові властивий порядок слів VSO (присудок — підмет — прямий додаток); для новоєгипетської і пізніших стадій розвитку мови характерніший порядок слів SVO.

### Іменники
Єгипетські іменники можуть бути чоловічого і жіночого роду (як і в інших афразійських мовах, жіночий рід позначався суфіксом -t) і мають три форми числа: однину, двоїну (суфікс -wy / -ty) і множину (суфікс -w / -wt).
Артикль з'являється у новоєгипетській мові і з того часу широко вживається.

### Займенники
Єгипетська мова має три види особових займенників: суфіксальні, залежні (енклітика) і незалежні. Є також ряд дієслівних закінчень, що приєднуються до інфінітиву для утворення форм стативу; ці закінчення деякі мовознавці вважають за четвертий ряд особових займенників. Особові займенники нагадують свої семітські і берберські відповідники. Нижче наведено три головні ряди особових займенників:
|                    | Суфіксальні | Залежні | Незалежні |
| 1 ос. одн.         | -ı͗          | wı͗      | ı͗nk       |
| 2 ос. одн. чол. р. | -k          | tw      | ntk       |
| 2 ос. одн. жін. р. | -t          | tn      | ntt       |
| 3 ос. одн. чол. р. | -f          | sw      | ntf       |
| 3 ос. одн. жін. р. | -s          | sy      | nts       |
| 1 ос. множ.        | -n          | n       | ı͗nn       |
| 2 ос. множ.        | -tn         | tn      | nttn      |
| 3 ос. множ.        | -sn         | sn      | ntsn      |

Існують також вказівні займенники (цей, той тощо), що мали форми чоловічого роду, жіночого роду і множини:
| Чол. | Жін. | Множ. |                                                                     |
| ---- | ---- | ----- | ------------------------------------------------------------------- |
| pn   | tn   | nn    | «цей/той, ця/та, ці/ті»                                             |
| pf   | tf   | nF    | «той, та, ті»                                                       |
| pw   | tw   | nw    | «цей/той, ця/та, ці/ті» (архаїчні)                                  |
| p3   | t3   | n3    | «цей/той, ця/та, ці/ті» (розмовні (спочатку) і новоєгипетська мова) |

Питальні займенники:
| mı͗   | «хто? що?» | (залеж.)            |
| ptr  | «хто? що?» | (незалеж.)          |
| iḫ   | «що?»      | (залеж.)            |
| ı͗šst | «що?»      | (незалеж.)          |
| zı͗   | «який?»    | (незалеж. і залеж.) |

### Дієслова
Дієслово має особові (перфект, статив тощо) і безособові (дієприкметник, інфінітив) форми. Базовою особовою дієслівною формою є форма sḏm.f (читається «седжемеф») «він чує» (за традицією sḏm  «чути» є модельним дієсловом). Інші дієслівні форми творяться шляхом афіксації.
Дієслова мають категорії способу (виділяється наказовий спосіб) і стану (актив і пасив), а також особи і роду.
Єгипетські форми дієслів передають відносний час або вид, а не абсолютний час. Якщо на початку дискурсу дієслово зазвичай визначає подію по відношенню до моменту мовлення (jj.n=j «я прийшов»; jj=j «я йду»), то подальші дієслова вказують на дію, що орієнтована по відношенню до дії, вираженої початковою формою і часто передають аспектуальні значення (mk wj m jj.t «дивись, я йду»; mk wj jj.kj «дивись, я прийшов»).

### Прикметники
Прикметники узгоджуються у роді й числі з іменниками, наприклад: s nfr «добрий чоловік» і st nfrt «добра жінка».
Прикметники стоять після іменників, якщо вони виступають як означення: nṯr ˁ3 «великий бог». Однак прикметники, що вживаються самостійно, наприклад, як присудок, стоять перед іменниками: ˁ3 nṯr («великий (є) бог»).

### Прийменники
Єгипетські прийменники стоять перед іменниками.
| m   | «в»                                               |
| n   | (вказує на непрямий додаток)                      |
| r   | «до»                                              |
| ı͗n  | (після дієслів у пасивному стані вказує на діяча) |
| ḥnˁ | «з (кимось)»                                      |
| mỉ  | «як, подібно»                                     |
| ḥr  | «на»                                              |
| ḥ3  | «за, навколо»                                     |
| ẖr  | «під»                                             |
| tp  | «на»                                              |
| ḏr  | «з (якогось часу)»                                |

### Прислівники
У єгипетській мові прислівники стоять у кінці речення, наприклад у реченні zỉ.n nṯr ỉm «бог пішов туди», слово «туди» (ỉm) є прислівником.
Нижче наведено деякі поширені єгипетські прислівники:
| ˁ3    | «тут»    |
| ı͗m    | «там»    |
| ṯnỉ   | «де»     |
| zy-nw | «коли»   |
| mı͗-ı͗ḫ | «як»     |
| r-mı͗  | «чому»   |
| ḫnt   | «раніше» |

## Різне

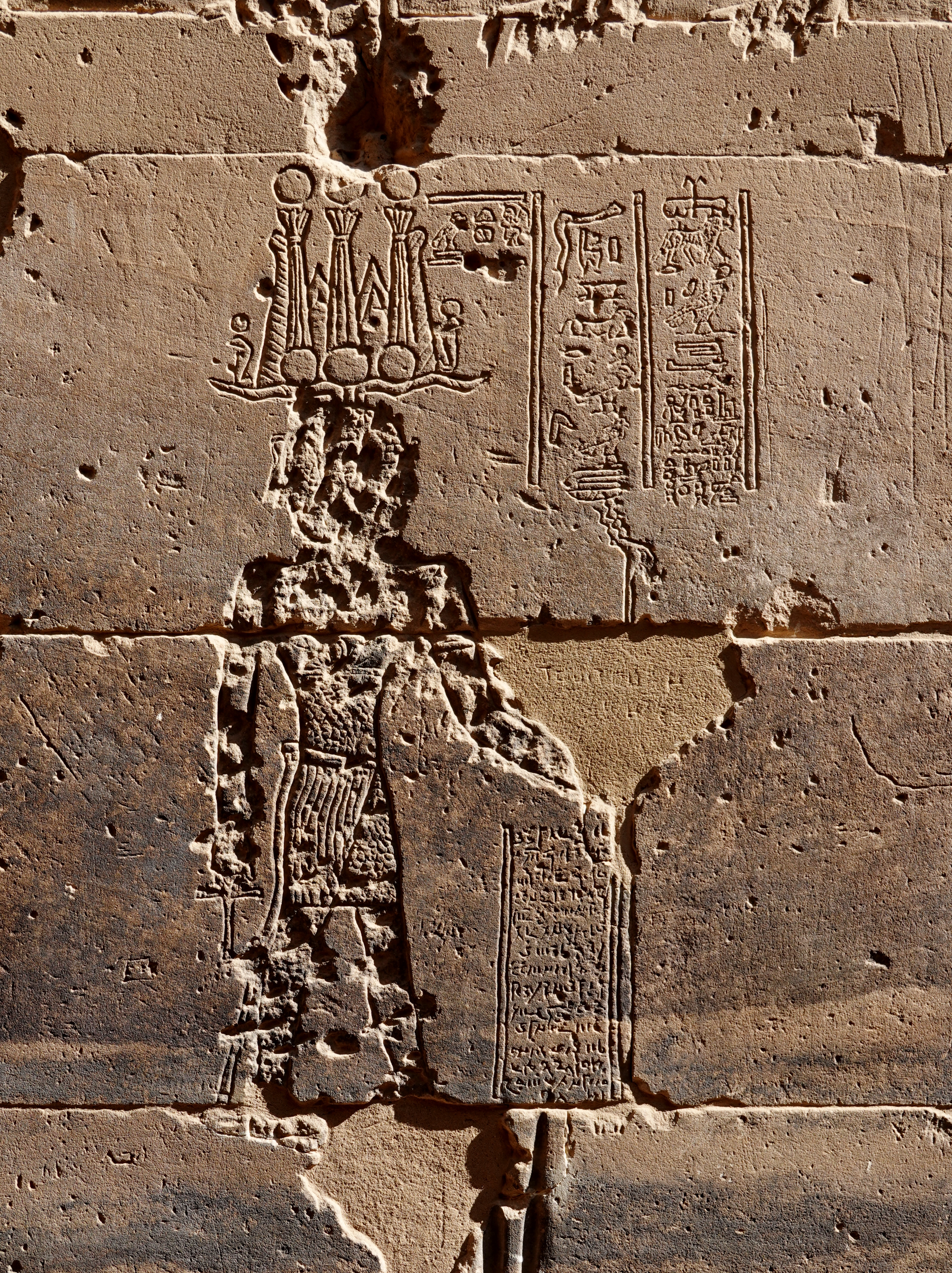
Напис Ісмет-Ахома — останній відомий напис, зроблений єгипетськими ієрогліфами в 394. Висічений на стіні в храмі Ісіди на острові Філе в Південному Єгипті

Хоча єгипетська культура впливала на розвиток європейської цивілізації, у європейських мовах є небагато слів, що походять з єгипетської мови. Навіть ті слова, що позначали єгипетські реалії, зазвичай запозичувалися європейськими мовами за посередництвом грецької й у грецькій формі. Серед українських слів, що походять з єгипетської мови, є такі: «ебеновий» (про дерево) з єгипетського ḥbny, за посередництвом грецької і латинської мов; «фенікс» з єгипетського bnw, дослівно «чапля», за посередництвом грецької; «фараон» з єгипетського pr-ˁʒ, дослівно «великий будинок», за посередництвом давньоєврейської; а також ряд власних імен, таких як Сусанна, Онуфрій, Таїсія тощо.
Реконструйована американським єгиптологом Стюартом Тайсоном Смітом, єгипетська мова звучить у фільмі «Зоряна брама». Він також створив єгипетський діалог для фільму «Мумія». Єгипетську мову можна почути в фільмі «Безсмертні: Війна світів» і в грі Age of Mythology.

### Загальні роботи
- Коростовцев М. А. Египетский язык. М., 1961.
- Коростовцев М. А. Введение в египетскую филологию. М., 1963. [Архівовано 3 червня 2012 у Wayback Machine.]
- Loprieno, Antonio, Ancient Egyptian: A Linguistic Introduction, Cambridge University Press, 1995. ISBN 0-521-44384-9 (hbk) ISBN 0-521-44849-2 (pbk)
- Peust, Carsten, Egyptian phonology: an introduction to the phonology of a dead language, Peust & Gutschmidt, 1999. ISBN 3-933043-02-6

### Граматики
Староєгипетська мова
- Edel A. Altägyptische Grammatik, Bd. I—II. Roma, 1955—1964.

Середньоєгипетська мова
- Gardiner A.H. Egyptian Grammar: Being an Introduction to the Study of HieroglyphsGriffith Institute, Oxford, 3rd ed. 1957. ISBN 0-900416-35-1
- Петровский Н. С. Египетский язык. Л. 1958. [Архівовано 27 червня 2020 у Wayback Machine.]
- Graefe E. Mittelägyptische Grammatik für Anfänger. 5th ed. Wiesbaden, 1997.
- Allen J.P. Middle Egyptian: An Introduction to the Language and Culture of Hieroglyphs, first edition, Cambridge University Press, 1999. ISBN 0-521-65312-6 (hbk) ISBN 0-521-77483-7 (pbk)
- Malaise M., Winand J. Grammaire raisonnée de l'égyptien classique. Liege, 1999.
- Collier, Mark, and Manley, Bill, How to Read Egyptian Hieroglyphs: A Step-by-Step Guide to Teach Yourself, British Museum Press (ISBN 0-7141-1910-5) and University of California Press (ISBN 0-520-21597-4), both in 1998.
- Hoch, James E., Middle Egyptian Grammar, Benben Publications, Mississauga, 1997. ISBN 0-920168-12-4

Новоєгипетська мова
- Korostovtsev M. Grammaire du néoégyptien. M., 1973.
- Černý J., Groll S.I. A Late Egyptian Grammar. 4th ed. Rome, 1993.
- Junge F. Einführung in die Grammatik des Neuägyptischen. Wiesbaden, 1999.

Демотична мова
- Lexa F. Grammaire démotique. Vol. I—VII. Praha, 1947-51.
- Johnson J.H. — Thus Wrote 'Onchsheshonqy. An Introductory Grammar of Demotic. 2nd ed. Chicago, 1991.

### Словники
Загальні
- Erman, A.; Grapow, H. Wörterbuch der aegyptischen Sprache. Bd. I—V. Berlin, 1926—1931. [Архівовано 3 червня 2012 у Wayback Machine.]
- Hannig, R. Großes Handwörterbuch Ägyptisch-Deutsch. Mainz, 1995.
- Takács, G. Etymological Dictionary of Egyptian. Bd. I—III (видання триває). Leiden—Köln, 1999—2007.
- Thesaurus Linguae Aegyptiae [Архівовано 9 квітня 2011 у Wayback Machine.]

По окремих стадіях розвитку мови
- Kahl, J.; Bretschneider, M.; Kneißler, B. Frühägyptisches Wörterbuch. Bd. 1—3 (від ȝ до ḥ, видання триває). Wiesbaden, 2002—2004.
- Hannig, R. Ägyptisches Wörterbuch I: Altes Reich und Erste Zwischenzeit. Mainz am Rhein, 2003 (Hannig-Lexica, 4).
- Faulkner, R. O. A Concise Dictionary of Middle Egyptian, Griffith Institute, Oxford, 1962. ISBN 0-900416-32-7
- Hannig, R. Ägyptisches Wörterbuch II: Mittleres Reich und Zweite Zwischenzeit. Mainz am Rhein, 2006 (Hannig-Lexica, 5).
- Lesko, L. H., Lesko, B. S. A Dictionary of Late Egyptian. 2nd ed. Vol. I—II. Providence, 2002—2004.
- Johnson, J. H. The Demotic Dictionary. Chicago, 2001. [Архівовано 4 лютого 2007 у Wayback Machine.]